# Spectre (album)
Spectre è un album in studio del gruppo musicale sloveno Laibach, pubblicato nel 2014.

## Tracce
Edizione Estesa
1. The Whistleblowers – 3:31
2. No History – 3:16
3. Eat Liver! – 3:10
4. Americana – 4:28
5. We Are Millions and Millions Are One – 4:22
6. Eurovision – 4:38
7. Walk With Me – 3:55
8. Bossanova – 3:10
9. Resistance is Futile – 6:54
10. Koran – 5:22
11. The Parade – 4:04
12. Love On the Beat (Serge Gainsbourg cover) – 3:20
13. Just Say No! – 2:30
14. See That My Grave Is Kept Clean (Blind Lemon Jefferson cover) – 4:05